# Jean-Jacques Marx
Jean-Jacques Marx (* 23. Mai 1957 in Fegersheim, Département Bas-Rhin) ist ein ehemaliger französischer Fußballspieler und derzeitiger -trainer. Seit Sommer 2017 steht er beim SV Nesselried in der südbadischen Kreisliga B unter Vertrag.
Mit dem Fußballspielen begann er bei einem Verein in seinem elsässischen Heimatort Fegersheim. Seine Profikarriere begann er 1975 beim damaligen Erstligisten Racing Straßburg, dem Klub aus der elsässischen Landeshauptstadt Straßburg. Bei diesem Verein feierte er seinen größten Karriere-Erfolg mit dem Gewinn der französischen Meisterschaft 1979. Er trug in 29 Einsätzen sechs Treffer zu diesem Erfolg bei. Ferner kam er in der gleichen Saison zu fünf Einsätzen im UEFA-Cup. Marx schied mit seinem Klub in diesem Wettbewerb erst im Viertelfinale gegen den damaligen deutschen Bundesligisten MSV Duisburg aus. In der Saison nach der Meisterschaft nahm der Klub erstmals am Europapokal der Landesmeister teil. Gleich beim ersten Mal drang Marx mit Racing bis ins Viertelfinale vor. Hierbei zog der Klub gegen den niederländischen Spitzenverein Ajax Amsterdam den Kürzeren. Nach einem 0:0 im heimischen Stade de la Meinau verlor der Klub auswärts in Amsterdam mit 0:4. Marx, der bis zum Viertelfinale dreimal im Wettbewerb gespielt hatte, war nur im Rückspiel zum Einsatz gekommen. 1982 wechselte Marx nach sieben Jahren in Straßburg zum Ligakonkurrenten FC Toulouse, wo er in fünf Jahren zu 153 Einsätzen kam. 1987 wechselte er zum damaligen Zweitligisten FC Lorient, wo er 32 Spiele bestritt. Nach nur einer Saison wechselte er zurück nach Straßburg, jedoch nicht zu Racing, sondern zum unterklassigen ASPV Straßburg. Dort beendete er 1995 seine Karriere.
Nach seiner Karriere war er unter anderem Trainer bei den unterklassigen deutschen Klubs TuS Durbach und SG Weier/Bühl. Nachdem der SV Nesselried aus der Kreisliga A in die Kreisliga B abgestiegen war, verpflichtete er im Juni 2017 Jean-Jacques Marx als neuen Trainer.

## Erfolge
- Französische Meisterschaft: Meister 1979